# Бирлик (организация казахской молодёжи)
Бирлик (каз. Бірлік — единство) — организация казахской молодёжи, созданная в Омске в 1914 году. Цель «Бирлика» — подъём национального самосознания казахской молодёжи. В состав входили А. Сеитов, М. Сеитов, М. Жумабаев, С. Садуакасов, А. Баржаксин, Б. Байдильдин и другие. Пропагандировала идеи партии «Алаш». В 1918 году слилась с организацией «Жас азамат».